# Liz Vassey
Elizabeth "Liz" Vassey (9 de agosto de 1972, Raleigh, Carolina del Norte) es una actriz estadounidense conocida por interpretar la voz de Langoscules en la serie de televisión The Tick y a Wendy Simms en la serie de la CBS CSI: Crime Scene Investigation.

## Carrera
Vassey interpretó a Emily Ann Sago, en la serie All My Children, desde 1988 a 1991. Del 2004 al 2005 tuvo un papel recurrente en la serie Tru Calling como la Doctora Carrie Allen. También apareció en el episodio de Two and a Half Men llamado "The Last Thing You Want to Do Is Wind Up with a Hump" en 2003.
Desde 2005, Vassey ha tenido un papel recurrente como Wendy Simms en CSI: Crime Scene Investigation. En la décima temporada, Vassey fue ascendida a miembro del reparto regular y comenzó a aparecer en los créditos de apertura de la serie.
Vassey hizo un cameo en la web/musical de Joss Whedon, llamado Dr. Horrible's Sing-Along Blog como "Fury Leika".
Junto con su compañera actriz Kristin Bauer, dirigen una compañía llamada Neurosis to a T(ee), donde diseñan y venden eslogan para camisetas femeninas. Las consignas van desde la neurosis, hasta la burla de las preocupaciones de las mujeres sobre las relaciones.

## Filmografía
- Married with Children "T-R-A Something, Something Spells Tramp" (1992)
- Beverly Hills, 90210 (1992) como Marcie St. Claire
- Calendar Girl (1993) como Sylvia
- The Secrets of Lake Success (1993) como Suzy Atkins
- The New Leave It to Beaver (1988, 1989) como Candy
- All My Children (1988–1991) como Emily Ann Sago Martin
- Star Trek: The Next Generation: "Conundrum" (1992) como Kristin (el nombre del personaje nunca se menciona en pantalla)
- Grapevine: "The Janice and Brian Story" (1992) como Janice
- ER (1994) como Liz
- Saved by the Bell: Wedding in Las Vegas (1994) como Carla
- Pig Sty (1995) como Tess Galaway
- The Adventures of Captain Zoom in Outer Space (1995) como la Princesa Tyra, Lider Pangea
- Brotherly Love (1995-1997) como Lou Davis
- Maximum Bob (1998) como Kathy Baker
- The Tick (2001–2002) como la Capitana Libertad (Janet)
- Push, Nevada (2002) como Dawn F. Mitchell
- Nikki and Nora (2004) (piloto solamente) como Nikki
- Man of the House  (2005) como Maggie Swanson
- Tru Calling (2005) como la  Dra. Carrie Allen
- CSI: Crime Scene Investigation (2005 - 2010) como Wendy Simms
- 3Way (2008) as Mikki Majors
- Dr. Horrible's Sing-Along Blog (2008) como Fury Leika
- Two and a half men (2010) como Michelle
- Castle ep. 3x20 (2011) como Monica Wyatt